# Benelux-Bureau voor de Intellectuele Eigendom
Het Benelux-Bureau voor de Intellectuele Eigendom (BOIP) is de officiële instantie voor de registratie van merken, modellen en tekeningen in de Benelux. Tevens kan de creatiedatum van een idee worden vastgelegd. Het Benelux Merkenregister telt meer dan 500.000 merkregistraties. Als de internationale en Europese merkregistraties worden meegeteld, zijn er in totaal ca. 1.500.000 merken geldig in de Benelux. Daarnaast worden jaarlijks ongeveer 1.000 aanvragen ingediend voor modelregistraties en elke maand komen er 550 nieuwe i-DEPOT’s bij. Er werken ongeveer 80 personen uit de drie jurisdicties. De organisatie is tweetalig (Nederlands en Frans), ook wordt informatie in het Engels verschaft.

## Geschiedenis
BOIP is onderdeel van de Benelux-Organisatie voor de Intellectuele Eigendom en valt onder de verantwoordelijkheid van de Ministers van Economische Zaken van de drie Benelux-landen (België, Nederland en Luxemburg). 
Het bureau kent twee voorgangers: Het Benelux Merkenbureau en het Benelux-Bureau voor Tekeningen of Modellen:
- Het 'Benelux Merkenbureau' is per 1 januari 1971 opgericht, om het het 'Benelux-verdrag inzake de warenmerken' van 1 juli 1969 uit te voeren.
- Het 'Benelux-Bureau voor Tekeningen of Modellen' is in 1975 opgericht om het het 'Benelux-verdrag inzake tekeningen of modellen' van 1974 uit te voeren.

Op 1 september 2006 werd het 'Benelux-verdrag inzake de intellectuele eigendom (BVIE)' van kracht. Deze verving de eerdere verdragen. Het Benelux-Merkenbureau en het Benelux Bureau voor Tekeningen of Modellen zijn daarmee opgegaan in het Benelux-Bureau voor de Intellectuele Eigendom (BOIP).
Het bureau en diens voorgangers zijn sinds 1971 gevestigd in Den Haag aan de Bordewijklaan.

### Herziening beroeps- en cassatiebevoegdheden
Het Benelux-parlement heeft in december 2007 een aanbeveling gedaan om de beroeps- en cassatiebevoegdheden ten aanzien van door het Benelux-Bureau voor de Intellectuele Eigendom genomen weigerings- en oppositiebeslissingen bij het Benelux-Gerechtshof onder te brengen. Dit voorstel ter herziening van het Verdrag betreffende het Benelux-Gerechtshof is positief ontvangen door het Benelux Comité van Ministers. Op 20 april 2010 zijn de onderhandelingen hierover en over het toekomstige takenpakket van het Benelux-Gerechtshof officieel begonnen. Dit heeft geresulteerd in:
- Protocol tot wijziging van het Verdrag betreffende de instelling en het statuut van een Benelux-Gerechtshof; getekend op 15 oktober 2012;
- Protocol houdende wijziging van het Benelux-verdrag inzake de intellectuele eigendom; getekend op 21 mei 2014.

Beide protocollen hebben  de parlementaire behandeling in de Benelux-landen doorlopen en zijn sinds 1 juni 2018 van kracht.

## Andere jurisdicties
Naast de verantwoordelijkheid voor het territorium van de Benelux treedt BOIP, sinds de opheffing van het land Nederlandse Antillen, per 10 oktober 2010, ook op als het registratiekantoor voor handelsmerken van Caribisch Nederland.
Sinds 1 januari 2015 dient BOIP ook als 'backoffice' voor het Bureau voor de Intellectuele Eigendom van Sint Maarten, een taak die voordien, sinds 10 oktober 2010, werd uitgeoefend door het Merkenbureau van Curaçao.

## Toekomst
Naar aanleiding van het in werking treden van het Benelux Patent Platform in 2014 heeft het Benelux-parlement op 13 december 2014 een aanbeveling aan de regeringen van de drie Benelux-landen aangenomen om in de toekomst:
- In het kader van het Benelux-Bureau voor de Intellectuele Eigendom de onderscheiden opties van een nauwere samenwerking tussen de drie staten op het gebied van de octrooien te onderzoeken om te komen tot aanvullende synergieën en een echte meerwaarde die inzake de financiële besparingen en de professionele expertise kwantificeerbaar is;
- Overeenkomstig de conclusies van dat onderzoek een Benelux-samenwerking op het gebied van de octrooien te ontwikkelen die verder reikt dan het Benelux Patent Platform.[4]